# Pfaffenhofen an der Roth
Pfaffenhofen an der Roth là một đô thị ở huyện Neu-Ulm bang Bayern thuộc nước Đức.